# Leirvik
Leirvik è una città della contea di Vestland in Norvegia e capoluogo del comune di Stord. 
Nel 1997 a "Stord" venne concesso lo status di città ma questo portò molta confusione se lo status fosse valido per l'intero comune o solo per il centro urbano di Leirvik. Per aggirare l'ostacolo il nome di Leirvik venne cambiato in Stord, anche se Leirvik rimane tuttora il nome ufficiale del capoluogo comunale.
Leirvik è un importante punto di passaggio tra Bergen e Haugesund.